# عكاشة بن عبد الصمد العمي
عكاشة بن عبد الصمد العمي (~75هـ/694م - ~171هـ/787م) شاعر عربي مُخضرم شهد العصر الأموي والعصر العباسي الأوَّل، تُنسَب إليه أشعار قليلة.

## سيرته
ولِدَ عكاشة بن عبد الصمد في 75هـ، وهو من أهل البصرة، ويُنسَب إلى العم، وهم إحدى فروع بني تميم، والعم في الأصل لقب ابن حنظلة التميمي، واختُلِف حول ما إذا كان عكاشة عربي تميمي النسب، أم أنَّه من أصول غير عربية ولكنَّه انتسب إلى تميم بالولاء. لا تنقل الأخبار صور كاملة عنه، والروايات القليلة عنه لا تُغطِّي تفاصيل حياته، ومن المؤكَّد أنَّه عاصر الدولتين الأمويَّة والعباسيَّة. كان أبوه يعمل في تجارة التنانير، أمَّا أخوه ورد فقد كان شاعراً هو الآخر ويُكنَّى بأبي العُذَافِر. كان عكاشة مُغرماً بجارية في البصرة اسمها نُعِيم، يلتقي بها بين الفينة والأخرى، ويذكر في قصائده أنَّها تواعده بالزيارة ولكنَّها لا تفيه حقَّه، وبعد أن غادرت نعيم البصرة ظلَّ عكاشة متيِّم بها، وترجم عشقه لها في قصائده. عاصر عكاشة الدولة الأمويَّة حتى سقوطها، وشهد كذلك عهد الهادي والمهدي، وتُوفِّي في سنة 171هـ.

## شعره
لا تُنسَب إليه كثير من القصائد، وهو يُعدُّ من الشعراء المُقلِّين، وكتب ابن النديم في «الفهرست» أنَّ ديوانه لا يتعدَّى ثلاثين ورقةً بمجموع ستمائة بيت. ويتناول في أشعاره الخمر والغزل والنسيب، وأكثر شعره يتغزَّل فيه بنُعِيم. عكاشة من الشعراء المُحدِّثين، وأسلوبه في الشعر بسيط سلس، ومتين في ترابطه، يمتاز بالرقَّة وعذوبة الألفاظ، ولم يبالغ عكاشة في وصف محبوبته. ورغم جودة أشعاره إلا أنَّها ليست شائعة، وربَّما يعود السبب إلى أنَّه لم ينل حظوة عند الخلفاء، وهو ما ساهم في انخفاض سمعته.